# Okapi Aalst in het seizoen 2021/22
Het seizoen 2021/2022 was het 20e jaar in het bestaan van de Aalstse basketbalclub Okapi Aalst sinds de heroprichting in 2002. Sinds 2020 komt de ploeg terug uit onder de naam Okapi Aalst.

## Verloop
De club kwam uit in de nieuw opgerichte basketbalcompetitie van Nederland en België, de BNXT League. Eind juli kregen Steff Schauvlieger en Siebe Ledegen beiden een contract voor drie jaar, Glenn Temmerman kreeg een contract voor vier jaar en Wout De Paepe verlengde zijn contract met een jaar. Begin augustus werd de komst van assistent-coach Thomas Crab gemeld die daarvoor assistent-coach was onder Roel Moors. Spelers Senne Geukens, Ivan Maras en Dorian Marchant verlengde hun contract bij Aalst. Nikola Popović, Boyd van der Vuurst de Vries, Shavon Coleman, Paulius Valinskas en Deontae Hawkins waren de nieuwkomers bij Aalst. Volgende spelers verlieten de ploeg: Pape Badji, Bogić Vujošević, Nathan Kuta en Cameron McGriff.
In de oefenwedstrijd tegen Yoast United viel Coleman en Hawkins uit met een blessure als vervanger voor Coleman werd de Amerikaan Omar Calhoun gehaald. Eind november kwam de Amerikaan Jack Pagenkopf de ploeg versterken en werd het contract van Calhoun verlengd tot eind januari. Begin januari werd het contract van Deontae Hawkins in onderling overleg ontbonden als vervanger werd er gekozen voor de Servische speler Nikola Cvetinović. In januari werd de ploeg getroffen door een golf aan corona-besmettingen waardoor verschillende spelers niet konden spelen en ze in de wedstrijd tegen de Antwerp Giants maar zes spelers hadden. In februari werd het contract van Calhoun niet verlengd wel dat van Pagenkopf en Cvetinovic.
Op 12 februari werd Yves Defraigne aan de kant geschoven, hij werd opgevolgd door zijn assistent Thomas Crab. Op 16 februari werd ook het contract van Nikola Cvetinović niet verlengd omwille van financiële redenen. Aalst eindigde als achtste in de reguliere competitie waardoor ze daarna uitkwamen in de Elite Silver. In de Elite Silver eindigde ze als derde en kwalificeerde zich voor de BNXT play-offs. Aalst verloor in de derde ronde van de BNXT League waar ze onderuit gingen tegen de Leuven Bears. In maart werd het contract van Jack Pagenkopf niet meer verlengd en kreeg de jeugd meer kansen in de laatste wedstrijden van het seizoen.
In de Beker van België verloren ze in de halve finale van Limburg United nadat ze in de kwartfinale van Phoenix Brussels hadden gewonnen.

## Ploeg
Antwerp Giants ·
Apollo Amsterdam ·
Aris Leeuwarden ·
BAL ·
Union Mons-Hainaut ·
Den Helder Suns ·
Donar ·
Feyenoord ·
Heroes Den Bosch ·
Kangoeroes Basket Mechelen ·
Landstede Hammers ·
Leuven Bears ·
Liège Basket ·
Limburg United ·
Okapi Aalst ·
Oostende ·
Phoenix Brussels ·
Spirou Charleroi ·
The Hague Royals ·
Yoast United ·
ZZ Leiden